# Рискованный эксперимент
«Рискованный эксперимент» (англ. Experiment Perilous) — американский фильм в жанре мелодрама и психологический триллер режиссёра Жака Турнёра, вышедший на экраны в 1944 году.
Как отмечает критик Деннис Шварц, «в основу сценария этой элегантной детективной мелодрамы, который написал Уоррен Дафф, положен роман Маргарет Карпентер 1943 года, хотя представляется, что в значительно большей степени он вдохновлён психологическими триллерами „Газовый свет“, „Лора“ и „Ребекка“». Критик Хэл Эриксон также считает, что хотя фильм «официально поставлен по роману Маргарет Карпентер, он похоже даже в большей степени вдохновлён психологическим триллером „Газовый свет“ студии „Метро-Голдвин-Майер“».
В 1946 году фильм был номинирован на «Оскар» за лучшую художественную постановку — дизайн интерьеров в чёрно-белом кино.

## Режиссёр и исполнители главных ролей
Режиссёр Жак Турнёр стал известен после постановки на студии RKO таких малобюджетных психологических фильмов ужасов, как «Люди-кошки» (1942) и «Я гуляла с зомби» (1943).
«С фильмом „Рискованный эксперимент“ Турнёр… плавно перешёл от картин категории В к фильмам категории А», поставив в дальнейшем такие значимые фильмы, как классический нуар «Из прошлого» (1947), послевоенный детективный триллер «Берлинский экспресс» (1948) и фильм ужасов «Ночь демона» (1957).
Хеди Ламарр сыграла свои самые заметные роли в мелодраме «Экстаз» (1933), криминальной мелодраме «Алжир» (1938), а также в нуаровых драмах «Перекрёсток» (1942) и «Странная женщина» (1946). Джордж Брент более всего известен как партнёр по мелодрамам Бетт Дейвис и других голливудских кинодив, наиболее заметными фильмами Брента в жанре нуар стали «Винтовая лестница» (1945), «Завтра — это навсегда» (1946) и «Город, который он обжигает» (1951). Пол Лукас сыграл в таких фильмах, как прото-нуар «Городские улицы» (1931), криминальная комедия Хичкока «Леди исчезает» (1938), нуар «Крайний срок — на рассвете» (1946), а также в фильме Турнёра «Берлинский экспресс» (1948), в 1944 году за работу в шпионской драме военного времени «Дозор на Рейне» (1943) Лукас был удостоен «Оскара» за лучшую мужскую роль.

## Сюжет
Интеллигентный и добропорядочный психиатр, доктор Хантингтон «Хант» Бейли (Джордж Брент) рассказывает о «самых странных днях своей жизни», которые имели место ранней весной 1903 года.
В поезде, движущемся к американскому восточному побережью, Хант знакомится с немолодой дружелюбной одинокой дамой Клариссой «Сисси» Бедеро (Олив Блэкни). Поезд попадает в суровую бурю, во время которой Хант успокаивает напуганную Сисси, после чего она на следующий день приглашает его на обед. За обедом Сисси рассказывает Ханту, что возвращается домой после пяти лет, проведённых в санатории, где она лечилась от болезни сердца. Дома её ожидают брат, богатый филантроп Ник Бедеро (Пол Лукас) и его очаровательная молодая жена Аллида (Хеди Ламарр). По секрету она сообщает Ханту, что пишет о своём брате книгу. По прибытии в Нью-Йорк Сисси хочет поселиться отдельно от брата, и просит Ханта отвезти её багаж в гостиницу, в которой тот остановился, и забронировать там для неё номер.
Разместившись в гостинице, Хант отправляется на вечеринку к своим друзьям, художнику Клэгу Клэгхорну (Альберт Деккер). Там он случайно слышит, как художник Джон Мэйтеленд (Карл Эсмонд) рассказывает о неожиданной смерти Сисси Бедеро от сердечного приступа после чая в доме её брата.
Когда Хант проявляет интерес в семье Бедеро, Клэг советует ему сходить в музей, чтобы посмотреть на портрет Аллиды работы Мэйтленда, а затем приглашает его пойти вместе на вечер, который устраивает семья Бедеро в своём шикарном нью-йоркском доме. Вернувшись в гостиницу, Хант отправляет багаж Сисси в дом Бедеро. Но служанка, перепутав саквояжи, по ошибке оставляет саквояж Сисси в гардеробе Ханта.
На следующий день Хант посещает музей, где портрет Аллиды производит на него сильнейшее впечатление. Вечером Хант вместе с Клэгом идёт в дом Бедеро. Во время встречи с взволнованной Аллидой Хант очарован её красотой и говорит, что, хотя он и не художник, с радостью бы написал её портрет в ромашковом поле. Её муж, Ник Бедеро отводит Ханта в сторону и говорит, что Аллиде требуется помощь психиатра, и просит Ханта неофициально провести несколько лечебных сеансов с его женой.
Во время встречи в офисе Ханта на следующий день Ник рассказывает о своём подозрении, что его жена сходит с ума. В качестве подтверждения он говорит, что Аллида сама себе посылает букеты ромашек и внушает их малолетнему сыну страшные ночные кошмары. Заинтригованный Хант обещает Нику понаблюдать за Аллидой. По дороге домой в тот же день Хант замечает, что за ним кто-то следит. Дома он находит саквояж Сисси, в котором хранятся её дневники и записи для книги. Читая записки Сисси, Хант узнаёт о Нике следующие подробности:
…Мать Сисси и Ника умерла во время родов Ника, и отец стал считать виновным в ее смерти новорождённого сына. Год спустя отец покончил с собой, выбросившись за борт корабля. Сисси, которая была на пять лет старше Ника, была для него не только старшей сестрой, и в чём-то заменяла ему мать. С ранних лет она была вынуждена терпеть его причуды и неадекватное поведение, но любила как самого близкого себе человека… Уже в зрелом возрасте, Ник увлёкся значительно более юной Аллидой, встретив её в сельском Вармонте в поле среди ромашек. Ник пригласил Аллиду в путешествие по Европе, где в течение двух лет обучал её языкам, искусству и светским манерам, а затем женился на ней… Однажды в Нью-Йорке Ник организовал вечеринку по случаю дня рождения Аллиды. Влюблённый в Аллиду писатель Алек Грегори (Джордж Н. Низе) подарил ей букет ромашек и прочитал посвящённое ей любовное стихотворение. Затем, оставшись с ней наедине, Алек признаётся Аллиде в любви, однако Ник подслушивает их разговор…

Подруга Клэга по телефону вызывает Ханта в универмаг для встречи с Аллидой, которая рассказывает Ханту, что опасается Ника и подозревает, что он негативно влияет на их ребёнка.
Хант прячет саквояж Сисси в ванной комнате своего номера и затем направляется к Клэгу. Хант рассказывает другу, что он считает Ника злым и опасным человеком, однако Клэг пытается развеять его опасения. По возвращении в гостиницу, Хант обнаруживает, что саквояж Сисси исчез.
На следующий день Хант приходит на обед в дом Бедеро. С удивлением он узнаёт, что сына Бедеро зовут Алек, также как звали поклонника Аллиды. Ник критикует Аллиду за то, что она заказала для декорирования стола букет ромашек, однако она утверждает, что заказывала розы. Когда Ника отзывают, чтобы успокоить своего истеричного сына Алека, Хант тайно следует за ним, замечая на боковой лестнице выброшенный букет роз. Спрятавшись за дверью, Хант слышит, как Ник запугивает сына историями о злых ведьмах, одной из которых является Аллида.
После обеда Хант сразу же уезжает, якобы к пациенту, а когда Ник отправляется в клуб, звонит Аллиде и вызывает её на встречу в ближайший ресторан. В ресторане Аллида рассказывает Нику, что Алек Грегори попал под конный экипаж и погиб после празднования её дня рождения, когда Ник вызвался проводить Алека домой. После этого Ник настоял, чтобы их сына назвали Алек.
Во время разговора между Аллидой и Хантом проскакивает искра любви. Хант начинает серьёзно беспокоиться за безопасность Аллиды. Он звонит Клэгу в клуб, чтобы проверить, там ли Ник. Но Клэг оказывается сильно пьяным и не в состоянии ему помочь, более того, он громко пересказывает окружающим свой разговор с Хантом. Хант быстро отправляет Аллиду домой, чтобы Ник не заметил её отсутствия, и пишет Клэгу письмо, в котором делится своими подозрениями, что это Ник убил Алека Грегори и Сисси.
На следующий день Аллида приходит к Ханту в офис и говорит ему, что Ник сел на корабль, отправляющийся в Бостон. Вскоре Хант получает записку от Ника, сообщающего ему, что он собирается покончить жизнь самоубийством, выпрыгнув за борт корабля, как это в своё время сделал его отец.
Хант провожает Аллиду домой. Услышав плач Алека, Аллида поднимается в его комнату, Хант следует за ней. Неожиданно из тени выходит Ник с пистолетом в руке и в костюме дворецкого. Ник говорит Ханту, что убил Сисси, поскольку она поняла, что он пытается довести Аллиду до безумия. Он также настроил газовую печь в комнате Алека таким образом, что газ вот-вот взорвётся и убьёт Аллиду и Алека, которого безумно ревнивый Ник считает сыном Грегори.
Ханту удаётся схватить оружие Ника, возникает драка, и после нескольких ударов Ханта Ник теряет сознание. Хант бежит наверх и выводит Аллиду и Алека из комнаты. Придя в себя, Ник мчится вверх по лестнице и набрасывается на Ханта. Во время бешеной драки Ника и Ханта возникает пожар, в результате которого лопаются несколько крупных аквариумов, заполняя всё помещение хлынувшей водой, разбитым стеклом и барахтающейся рыбой. Затем следует мощнейший взрыв. К дому Бедеро подъезжает несколько пожарных бригад. Увидев пожарных, Клэг подходит к дому и узнаёт, что во время взрыва погиб один человек.
Некоторое время спустя Хант в окружении ромашкового поля рассказывает Алеку истории о добрых ведьмах. Рядом, в загородном доме Аллида беседует с окружным прокурором, который сообщает, что анализ зубов показал, что погибшим при взрыве был не дворецкий, а её муж, Ник. Он также говорит, что следствие пришло к выводу, что Ник был сумасшедшим со склонностью к криминальным действиям, и закрывает дело.
Аллида выходит на улицу и вместе с Алеком и Хантом уходит в поле.

## В ролях
- Хеди Ламарр — Аллида Бедеро
- Джордж Брент — доктор Хантингтон Бейли
- Пол Лукас — Ник Бедеро
- Альберт Деккер — Клэг
- Карл Эсмонд — Мэйтленд
- Олив Блэкни — Сисси
- Джордж Н. Низе — Алек
- Джон Эллиотт — телефонный оператор (в титрах не указан)

## Оценка критики
Журнал «Variety» отметил, что сюжет фильма вращается вокруг «немолодого Лукаса и его молодой и красивой жены Хеди Ламарр на протяжении приблизительно десяти лет. Он держит её в заключении и замкнутости как свою собственность, а она, в свою очередь, находится под властью страха странных влияний, которые можно почувствовать, но нельзя увидеть… Картина разворачивается как линейно, так и с помощью реминисценций, включающего перемещения героев по обширной территории и местам проживания, и главным образом построена на тексте, завершаясь драматической развязкой. Несмотря на эти сложности, картина выдерживает хороший темп и саспенс».
Еженедельник «TimeOut» назвал фильм «сравнительно скромной, но характерной для Турнёра элегантной костюмированной мелодрамой, переходящей в психологический триллер в духе „Ребекки“ и „Газового света“». Ламарр играет роль жены богатого филантропа, которая неизбежным образом опасается не только «за своё психическое состояние, но также испытывает страх перед своим по-настоящему опасным мужем, маниакальным авторитарным патриархом, насилие которого является продуктом его проблемного, травматического детства… Турнёру удаётся преодолеть шаблонность сюжета и псевдо-фрейдистских мотивировок с помощью тщательного управления актёрской игрой и отличной операторской работы Тони Гаудио».
Кинокритик Деннис Шварц отметил, что «рождённый в Австрии Ник — это властный и ревнивый собственник, который крепкой хваткой держит выросшую в Вермонте Аллиду». Хант в свою очередь понимает, что «Аллиде угрожает опасность со стороны её психически неуравновешенного мужа», а из рукописи Сисси он узнаёт, что причины состояния Ника кроются в его «травматическом детстве (смерть матери при родах, самоубийство отца год спустя)». Далее Шварц заключает: «Психологическая костюмированная мелодрама Турнёра является незначительной работой, наполненной фрейдистскими образами и старомодным ощущением тайны, которое картина использует достаточно хорошо благодаря выверенному темпу, точной актёрской игре (возможно, это лучшая роль Хеди) и внесению требуемой дозы саспенса. Чего фильму не достаёт, так это свежести, а шаблонный сюжет представляется устарелым».
Хэл Эриксон пишет, что «Ник относится к своей жене как к собственности и по сути держит её как пленницу в их доме, лишив любых контактов с внешним миром». Далее он отмечает, что «главной кассовой сценой фильма стала безумная битва в окружении больших аквариумов», которой в дальнейшем подражали множество раз, в частности, «в таких будущих фильмах, как „Смертельное оружие“ (1988) и „Миссия невыполнима“ (1996)».
Кинокритик Крейг Батлер отмечает, что «хотя фильм часто сравнивали с „Газовым светом“ по причине тематической схожести, „Рискованный эксперимент“ достаточно оригинален, чтобы иметь самостоятельную ценность, а не рассматриваться как подражательство». Однако в чём эта картина «действительно уступает, так это в отсутствии захватывающего или достойного сценария, как у своего более знаменитого родственника. Основополагающие ингредиенты здесь те же — страдающий психическими муками человек стремится уничтожить женщину, которую он одновременно и любит, и ненавидит» (здесь добавлен ещё и сын для обострения ситуации), герой со стороны приходит как спасение, и вся история сопровождается серьёзным психологическим подтекстом. Далее Батлер отмечает, что «к сожалению, история становится довольно мутной (не из-за использования огромного флэшбека, а из-за неясности логики), персонажи не получают необходимой глубины, а психологические аспекты слишком неуклюжи и очевидны». Характеризуя актёрскую игру, Батлер пишет, что «из трио звёзд только Джордж Брент выдаёт адекватную — но только адекватную, не более того — игру. Хеди Ламарр, конечно, сногсшибательно красива, но у неё просто не хватает способностей справиться с такой ролью,… а значительно более талантливый Пол Лукас слишком сильно переигрывает». Критик заключает, что в итоге фильм «достигает успеха как в меру увлекательный триллер», главным образом, «благодаря личному вкладу режиссёра Жака Турнёра и великолепной операторской работе Тони Гаудио. Эти два человека создают атмосферическую, мрачную историю, которая одновременно и красива и хаотична, придавая фильму саспенс и напряжённость».